# Endverbraucher (Lebensmittel)
Ein Endverbraucher ist nach europäischem Recht der letzte Verbraucher eines Lebensmittels, der das Lebensmittel nicht im Rahmen der Tätigkeit eines Lebensmittelunternehmens verwendet.
Nach deutschem Recht (LFGB) wird der Endverbraucher als Verbraucher bezeichnet. In der Lebensmittel-Kennzeichnungsverordnung stehen dem Verbraucher Gaststätten, Einrichtungen zur Gemeinschaftsverpflegung sowie Gewerbetreibende, soweit sie Lebensmittel zum Verbrauch innerhalb ihrer Betriebsstätte beziehen, gleich. Die Fertigpackungsverordnung verwendete bis zur Ausfertigung vom 18. November 2020 anstelle des Begriffs Endverbraucher die Bezeichnung Letztverbraucher.